# Баракіто
Баракіто (ісп. Barraquito; bara'kito) — це кавовий напій з лікером, широко розповсюджений на Тенерифе (один з Канарських островів), також відомий як запероко (ісп. zaperoco).

## Опис
Баракіто — це багатошаровий кавовий лікерний напій (хоча доступні і нелікерні версії), який зазвичай подають у склянці, щоб забезпечити легкий перегляд різних шарів.

## Інгредієнти
Шари баракіто зазвичай:
- Кава
- Ликер 43
- Спінене молоко
- Згущене молоко

Інші інгредієнти, які зазвичай використовуються:
- Цедра лимона
- Кориця

## Приготування
Спочатку додається згущене молоко, а потім лікер, еспресо та цедра лимона (у такому порядку). Потім додається молоко (можна спінити будь-яким доступним способом), а зверху посипають корицею.

## Регіональні варіації
Баракіто часто відомий як «запероко» в північних районах Тенерифе.